# ایمیووکی
ایمیووکی (به لهستانی:  Imiołki) یک روستا در لهستان است که در گمینا کیشکووو واقع شده‌است. ایمیووکی ۸۰ نفر جمعیت‌دارد.